# Roberto Dianderas
Roberto Dianderas Chumbiauca (Chincha, 9 de mayo de 1911-27 de mayo de 2008) fue un militar y político peruano. Fue ministro de Fomento y Obras Públicas del Ochenio de Manuel Odría (1956) y el último ministro de Guerra del primer gobierno de Fernando Belaúnde (1968).

## Biografía
Nacido en Chincha, fue apodado «el cholo» por su fisonomía mestiza. En 1931 ingresó a la Escuela Militar de Chorrillos, de donde egresó en 1935 como el primero de su promoción, iniciando así su carrera militar.
Entre los cargos importantes que ejerció figuran el de inspector del Ejército, subjefe del Estado Mayor, comandante general de la 1.ª Región Militar y jefe de Estado Mayor.
Era ya coronel cuando fue nombrado ministro de Fomento y Obras Públicas, por el gobierno de Manuel Odría, cargo que desempeñó desde fines de 1955 hasta julio de 1956, cuando se produjo el cambio de gobierno. En 1959, bajo el segundo gobierno de Manuel Prado Ugarteche, fue ascendido a general de brigada. Fue director de la Escuela Superior de Guerra del Ejército, de 1961 a 1962.
En 1965, bajo el primer gobierno de Fernando Belaúnde, fue ascendido al grado de General de división. En 1968 fue nombrado ministro de Guerra, siendo el último titular de dicho portafolio en el primer belaundismo. Fue pues, integrante del último Consejo de Ministros del Perú presidido por Miguel Mujica Gallo, llamado «gabinete de un día», que oficialmente duró desde la tarde del 2 de octubre, hasta la madrugada siguiente, cuando se produjo el golpe de Estado de 3 de octubre de 1968.
Al momento de ocurrir el sorpresivo golpe de Estado, Dianderas se hallaba durmiendo en su domicilio, siendo despertado por una llamada del presidente Belaunde, que le inquirió sobre lo que ocurría, ante el inusual desplazamiento de tanques y vehículos del Ejército cerca de Palacio de Gobierno. Al parecer, Dianderas estaba tan sorprendido como el propio presidente. Se dice que no tomó parte del complot perpetrado por el grupo de oficiales del ejército encabezado por el general Juan Velasco Alvarado, pero tampoco hizo algo para evitarlo.
Lo cierto es que en 1970, bajo el gobierno de Juan Velasco Alvarado fue nombrado director ejecutivo de la empresa pública de Comercialización de Harina y Aceite de Pescado. En ese mismo año viajó a los Estados Unidos y a España para conocer la realidad mundial de la comercialización de dichos productos, que era las estrellas de las exportaciones peruanas en ese entonces.

## Condecoraciones
Entre las más importantes figuran las siguientes:
- Orden Militar de Ayacucho en el grado de Gran Oficial.
- Cruz Peruana al Mérito Militar en el grado de Gran Cruz.[9]
- Orden al Mérito Militar Comendador del Brasil
- Cruz Peruana al Mérito Naval en el grado de Gran Cruz.